# 제페르손 고메즈 데 올리비아
제페르손 고메즈 데 올리비아(포르투갈어: Jefferson Gomes de Oliveira, 1988년 1월 26일 ~ )는 브라질 태생의 축구 선수로 포지션은 공격수이다. 대전 시티즌에서 뛰었으며, K리그 등록명은 사싸였다.

## 선수생활
2015년 K리그 클래식 대전 시티즌으로 이적하였다.
시즌 중반 조진호 감독이 사임하고 최문식이 감독으로 부임하며 팀 내에서 입지가 좁아졌고, 결국 시즌 중반 계약 해지하였다.